# Cal Pedrals (Gisclareny)
Cal Pedrals és una masia de Gisclareny (Berguedà) inclosa a l'Inventari del Patrimoni Arquitectònic de Catalunya.

## Descripció
Masia d'estructura clàssica coberta a dues aigües amb teula àrab i el carener perpendicular a la façana de ponent. Està estructurada en planta baixa i dos pisos superiors amb tot d'obertures de petites dimensions, amb llindes de fusta i disposades de forma aleatòria. El parament és de pedres sense treballar unides amb morter i deixades a la vista. Al costat de tramuntana trobem una pallissa que encara conserva l'estructura original de fusta amb dos pisos i teulada a dues aigües; les construccions són tancades per un petit clos que forma l'era.

## Història
Masia del segle xviii construïda en els anys de màxima expansió demogràfica del municipi. Els seus habitants es dedicaven bàsicament al conreu de la patata, la ramaderia de la llana i l'explotació forestal.